# 圖勒群島
圖勒群島（英語：Thule Islands），是南極洲的群島，位於博爾赫灣西北部，處於巴林角西南面0.5公里，屬於南奧克尼群島的一部分，現時由南極條約體系管理。